# Медіазалежність
Модель медіазалежності (теорія залежності від медіа-системи, англ. Media-System Dependency) вперше введена М. Л. де Флером і Сандрою Белл-Рокеш (1976) описує відносини між інформаційною системою і системою соціальною (інфосферою і суспільством).
Вона визначає залежність між медіа і людиною як «відносини, в яких потенціал людей для досягнення своїх цілей залежить від інформаційних ресурсів системи засобів масової інформації». Ці інформаційні ресурси можуть бути класифіковані як можливість створювати і збирати, обробляти і поширювати інформацію. За Баранома і Девісом (2009), «Теорія залежності медіа-систем припускає, що чим більше людина залежить від наявності того щоб його або її потреби були задоволені шляхом використання медіа, тим важливіше значення буде мати роль, яку відіграють медіа в житті людини, і, отже, все більшого вплив ті медіа будуть мати на людину» (стор. 273). Оскільки світ стає складнішим, люди звертаються до медіа, щоб зрозуміти, що відбувається. Чим більше людина покладається на медіа для отримання інформації, тим більше людина знаходиться під впливом медіа.
Модель передбачає, що в сучасному соціумі залежність індивіда від ЗМІ безперервно зростає, її рівень пов'язаний із стабільністю чи не стабільністю в суспільстві. Наприклад, в критичних ситуаціях (для України це вибори 2004 р., 2006 р.) люди звертаються до мас-медіа як єдиного джерела відомостей і виявляються беззахисними перед їхнім впливом.
Реалізація моделі медіазалежності передбачає здійснення впливу на індивіда по двох напрямах: когнітивному і афектному.

## Історична ретроспектива
Ефект «Підшкірної голки» або «чарівної палички»,  вперше описаний в 1920-х роках, припускав, що засоби масової інформації мають глибокий, безпосередній психологічний вплив на свою аудиторію. Це означає, що комунікатор, в цьому випадку мас-медіа, має значний контроль над одержувачем повідомлення. Ця ідея більше не вважається соціальними науковцями коректною. Усе ж, громадськість в загалі як і раніше вважає, що ЗМІ мають значний вплив на громадську думку і поведінку.

## Оригінальна теорія
Ранні дослідження, описаної залежності від медіа-системи по відношенню до отримуючих інформацію (споживачів інформації) передбачає від них:
- Розуміння соціального світу (тобто поточних подій).
- Відповідність соціальним нормам (наприклад, участь в трендах, сприйняття поп-культури).
- Необхідності у фантастичній втечі (англ. fantasy-escape) від соціальної реальності (наприклад, за допомогою розваг).

Залежність збільшується пропорційно від збільшення потреб індивідума. Наприклад, під час масштабних соціальних криз, таких, як війна, потреба фантастичної втечі різко зростає, що збільшує залежність від медіа-системи, як джерела розваги.

## Нова теорія
Пізніші дослідження показують, що залежність від медіа-системи включає в себе більше, ніж просто задоволення потреб аудиторії. М. Де Флер і Болл-Рокеш (1989) припускають, що насправді є три фактори, які впливають на залежність:
- Потреба в інформації
- Індивідуальні якості особистості
- Етапи розвитку (наприклад, вік)

Ці фактори спричинють здійснення медіа «вибирального впливу» (англ. selective influence) на будь-якого конкретного члена аудиторії. Наприклад, пісня може бути не суттєвою для маленької дитини, але може бути втіленням популярності студента-підлітка, а може бути, одночасно будучи, можливо, соціально неприйнятною для батьків, бабусь і дідусів (Міллер 2005:250-251).

## Поточне використання
В сучасному суспільстві залежність від медіа-системи використовується переважно політичною та економічною системами. Болл-Рокеш (1985) припускає, що існує навіть взаємозалежність між ними, яка проявляється у їхнії допомозі одна одній для досягнення основних цілей. Цілі кожної системи створють симетричну, взаємну необхідність або непередбачуваність при взаємодії одна з одною. Ці системи, відомі як система центральних залежностей, настільки значною мірою покладаються одна на одну, що зусилля тієї чи іншої системи зі створення асиметрії мають, як правило, круговий характер. Цієї непередбачуваності немає в сім'ї, системі освіти, релігійній системі, ось чому інші системи не розглядаються як системи центральних залежностей (Ball-Rokeach 1985).

### Російською(рос.)
- Кудрявцева, Л. А.; Филатенко, И. А. Медиатизация жизненного пространства современного украинского социума:взгляд лингвиста (PDF). Секция XIV.Сопоставительные аспекты изучения русского языка: 461. Архів оригіналу (PDF) за 6 березня 2009. Процитовано 14 жовтня 2010.

### Англійською(англ.)
- Ball-Rokeach, S.J. (1985).  The origins of individual media-system dependency: a sociological framework.  Communication Research, 4, 485-510.
- Ball-Rokeach, S.J., DeFleur, M.L. (1976).  A dependency model of mass-media effects. Communication Research, 1, 3-21.
- Ball-Rokeach, S.J., Power, G.J., Guthrie, K.K., Waring, H.R. (1990). Value-framing abortion in the United States: an application of media system dependency theory.  International Journal of Public Opinion Research, 3, 249-273.
- Miller, K. (2005). Communication theories: perspectives, processes, and contexts.(2nd ed.).  New York, NY: McGraw-Hill.
- Morton, T.A., Duck, J.M. (2001). Communication and health beliefs: mass and interpersonal influences on perceptions of risk to self and others.  Communication Research, 5, 602-626.
- Morton, T.A., Duck, J.M. (2000). Social identity and media dependency in the gay community.  Communication Research, 4, 438-460.
- Patwardhan, P., Ramaprasad J. (2005). Internet dependency relations and online activity exposure, involvement, and satisfaction: a study of American and Indian internet users.  Conference Papers—International Communication Association; 2005 Annual Meeting. New York, NY, 1-32.
- Wilkin, H.A., Ball-Rokeach, S.J. (2006). Reaching at risk groups.  Journalism, 3, 299-320.